# Feketefülű rézkakukk
A feketefülű rézkakukk (Chrysococcyx osculans) a madarak osztályának kakukkalakúak (Cuculiformes) rendjébe, ezen belül a kakukkfélék (Cuculidae) családjába tartozó faj.

## Rendszerezése
A fajt John Gould angol ornitológus írta le 1847-ben, a Chalcites nembe Chalcites osculans néven. Egyes szervezetek jelenleg is ide sorolják.

## Előfordulása
Ausztrália területén honos. Természetes élőhelyei a szubtrópusi száraz erdők és cserjések. Vonuló faj.

## Megjelenése
Testhossza 20 centiméter, testsúlya 29-30 gramm.

## Életmódja
Rovarokkal, főleg hernyókkal táplálkozik, de bogarakat és magvakat is fogyaszt.

## Természetvédelmi helyzete
Az elterjedési területe rendkívül nagy, egyedszáma pedig stabil. A Természetvédelmi Világszövetség Vörös listáján nem fenyegetett fajként szerepel.